# Häg-Ehrsberg
Häg-Ehrsberg là một thị xã trong huyện Lörrach bang Baden-Württemberg thuộc nước Đức. Đô thị Häg-Ehrsberg có diện tích km².